# René Boylesve

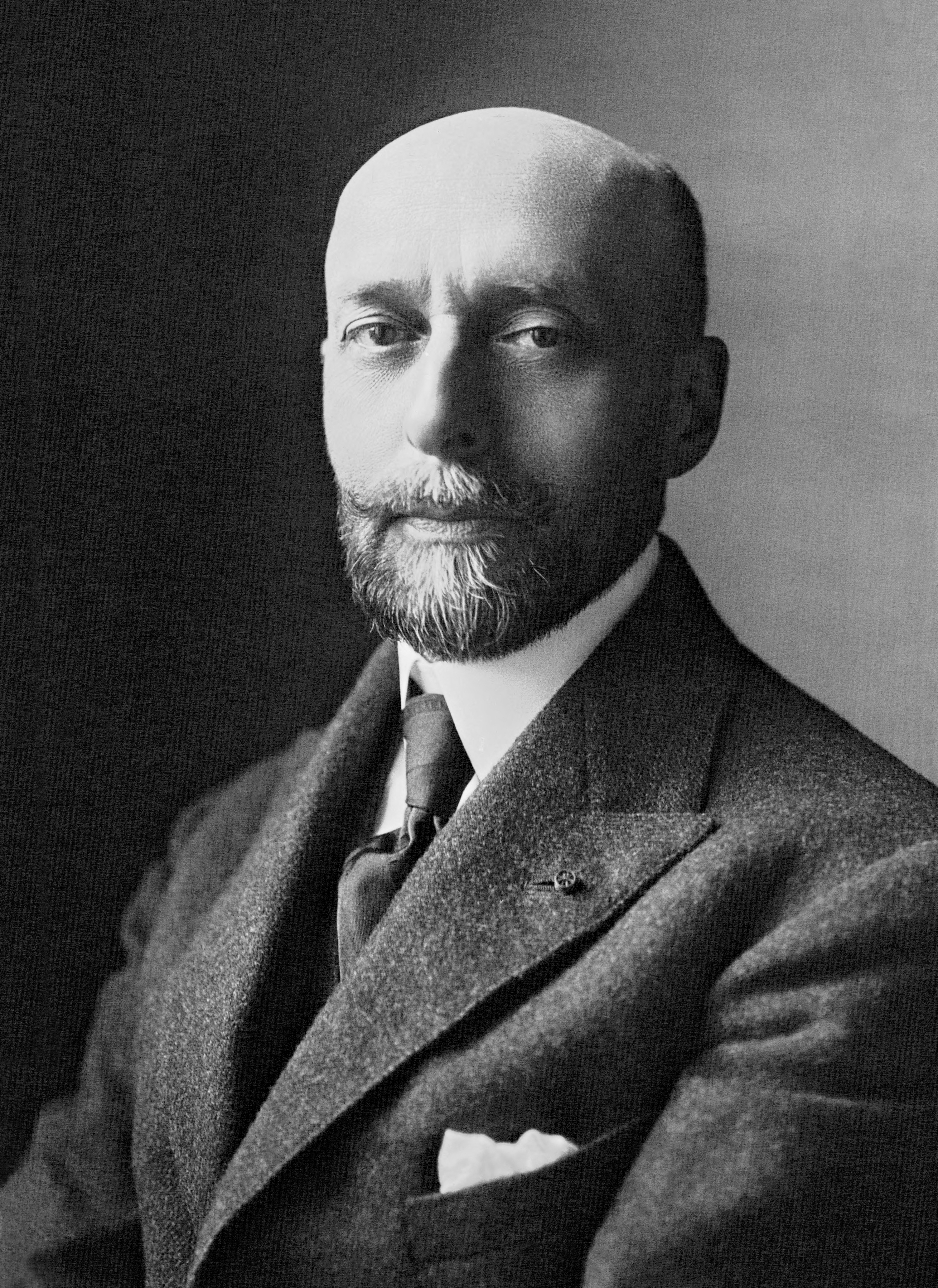
René Boylesve (1921)

René Boylesve (eigentlich René Tardiveau; * 14. April 1867 in La Haye-Descartes, Frankreich; † 14. Januar 1926 in Paris) war ein französischer Schriftsteller und Literaturkritiker.

## Leben
Er wurde früh Waise und ging in Poitiers und Tours zur Schule. 1895 begann er, Texte in verschiedenen Zeitschriften zu veröffentlichen. Er gilt als Erbe von Honoré de Balzac und Vorläufer von Marcel Proust. 1919 wurde er in die Académie française aufgenommen.

## Werke (Auswahl)
- Les Bains de Bade (1896)
- Le Médecin des Dames de Néans (1896)
- Le Parfum des Îles Borromées (1898)
- Mademoiselle Cloque (1899)
- La Becquée (1901)
- La Leçon d’amour dans un parc (1902)
- L’Enfant à la balustrade (1903)
- Le Meilleur ami (1909)
- La Jeune Fille Bien Elevee (1909)
- Madeleine jeune femme (1912)
- Élise (1921)
- Le dangereux jeune homme (1921); Hambourg : Tredition, 2012, ISBN 978-3-8491-3971-1
- Nouvelles leçons d’amour dans un parc (1924)
- Souvenirs du jardin détruit (1924)